# Rocs de la Torre
Els Rocs de la Torre és una formació muntanyosa del terme de Conca de Dalt, dins de l'antic municipi d'Hortoneda de la Conca, al Pallars Jussà, en l'àmbit de l'antic poble de Senyús.
Estan situats al sector nord-oriental del terme, a la dreta del torrent de Perauba i al sud-est del Forcat de les Llaus, al sud del Canal de la Rama i a ponent de la Solana de la Torre de Senyús. Al seu sud-est, a la dreta del barranc del Vinyal, es troben els Rocs de la Torre de Senyús, amb els quals sovint es confonen, atesa la similitud de noms.